# 11107 Hakkoda
11107 Hakkoda è un asteroide della fascia principale. Scoperto nel 1995, presenta un'orbita caratterizzata da un semiasse maggiore pari a 2,9993901 au e da un'eccentricità di 0,1105466, inclinata di 9,63148° rispetto all'eclittica.
L'asteroide è dedicato all'omonima catena montuosa giapponese.